# عملية صيد الأفاعي
عملية صيد الأفاعي عملية عسكرية معقدة فلسطينية قامت بها كتائب الشهيد عز الدين القسام، الجناح العسكري لحركة المقاومة الإسلامية "حماس"، فجر اليوم الجمعة (26/10/2007)، نفذت بجرأة ضد قوات خاصة صهيونية من الجيش الإسرائيلي، شرق جباليا (شمالي قطاع غزة)، وأكدت الكتائب وقوع خسائر وإصابات في صفوف قوات العدو الصهيوني، أثناء العملية، فيما أعلنت في بيان آخر عن استشهاد المجاهد من «القسام» يوسف ولايدة أثناء العملية.

## تفاصيل
قال أبو عبيدة:«عملية (صيد الأفاعي) النوعية البطولية أذلت الصهاينة بتخطيطها المحكم والتنفيذ القوي».
حيث تمكنت من تنفيذ هجوم محكم ضد القوات الخاصة الصهيونية التي تسلّلت إلى عمق قطاع غزة شرق مخيم جباليا (شرق شارع زمّو)"، وفي تمام الساعة 03:15 فجراً، رصدت وحدة من المجاهدين دخول القوات الخاصة إلى المكان الواقع شمال المقبرة الشرقية، وكان المجاهدون قد أعدّوا العدّة لدخول هذه القوات بواسطة نصب كمين محكم ووحدة إسناد، ودفاع جوّي.
وقالت «كتائب القسام:» إنّ المجاهدين خاضوا في الكمين اشتباكاً مع القوة الخاصة، وأنّ القوة الصهيونية وقعت في كمين «القسام» وجهاً لوجه، مؤكدة وقوع إصابات محققة في صفوف القوة الصهيونية.
وتم انسحاب جميع الوحدات من مكان العملية، تحت تغطية الدفاع الجوي الذي قام بإطلاق النار بكثافة ضد طائرات الاحتلال المروحية وأجبرها على التراجع أثناء انسحاب المجاهدين من مكان العملية.
وقد حلّقت طائرات الأباتشي الصهيونية أمريكية الصنع وطائرات الاستطلاع بكثافة في المكان بُعيد الهجوم، وأطلقت نيران رشاشاتها في محاولة للتغطية على قواتها.
وقال أبو عبيدة الناطق الإعلامي باسم كتائب القسام في مؤتمر صحفي في مخيم جباليا:" بعد أن قام المجاهدون برصد القوات الخاصة الإسرائيلية منذ بداية الليلة الماضية، واستطاعوا اكتشاف خط مسيرها حيث دخلت من المنطقة الشرقية لجباليا (شمال مقبرة الشهداء) وحاولت التقدم تجاه (منطقة زمّو)، كانت كتائب القسام قد أعدّت ثلاث وحدات للمشاركة في هذه العملية وهي (وحدة الاستشهاديين الخاصة – وحدة الإسناد – وحدة الدفاع الجوي)، وأضاف أبو عبيدة:" بدأت العملية عندما وقع الجنود الصهاينة داخل الكمين الذي أعدّته القوة الخاصة، وهنا قامت الوحدة بمهاجمة الجنود وكان أحد المجاهدين لا يبعد سوى أمتار قليلة عن اثنين من الجنود، وقام بإطلاق النار تجاههما بشكل مباشر وأكد سقوطهما على الأرض، وسمع المجاهدون صراخ الجنود عن قرب، وهنا تم الانسحاب السريع لاثنين من المجاهدين واستشهاد المجاهد القسامي ابن الوحدة الخاصة "يوسف عودة ولايدة"، وأثناء انسحاب المجاهدين قامت وحدة الإسناد بإطلاق النار من سلاح متوسط (عيار 250) تجاه كل المنطقة التي يتواجد فيها الجنود للتغطية على انسحاب المجاهدين".
وتابع:«من ثم قامت وحدة الدفاع الجوي بإطلاق النار بغزارة من سلاح ثقيل (عيار 14.5) تجاه طائرات الأباتشي التي حاولت التقدم بسرعة من الحدود الشرقية، مما أدى إلى مزيد من الإرباك لدى الاحتلال الذي لم يقدم بشكل سريع على قصف صواريخ من الطائرات لأسباب يعلمها العدو جيّداً.»

### هروب الجنود الصهاينة وترك عتادهم العسكري
وكشف أبو عبيدة أن مجاهدو الكتائب عثروا بعد فرار جنود الاحتلال على كمية كبيرة من العتاد العسكري والمعدات الطبية ومخازن الذخيرة والرصاص وحقائب الجنود وآثار بقع الدماء على الأرض، كما وجد المقاتلون مخازن الذخيرة للقسامي «يوسف ولايدة» وقد أفرغها تماماً في جنود الاحتلال.
وأشار أبو عبيدة أن الاحتلال أعلن عبر إذاعة الجيش (الإسرائيلي) كما نقلت صحيفة «هآرتس» الصهيونية بأن الجيش -قام بقتل اثنين من القسام بشكل مؤكد - في الهجوم، ولا زال الخبر حتى اللحظة متداولاً لدى (إسرائيل)، معلنا عن ارتقاء قتيل واحد فقط في هذه المواجهة القريبة مع الصهاينة، وهذا يعني بأن هناك قتيلاً على الأقل من جنود (إسرائيل) في العملية.وأهدت كتائب القسام هذه العملية النوعية إلى الأسرى في سجون الاحتلال، وإلى روح الأسير «محمد الأشقر».
وأكدت أن فرار جنود الاحتلال وذعرهم أمام رجال القسام الأبطال لهو خير دليل على أن هذا الجيش الواهي الضعيف عاجز بكل دباباته وطائراته وجنوده وعتاده عن مواجهة رجال العقيدة والإيمان، وأسود المقاومة الفلسطينية.
وقالت:«إن تكتم العدو عن خسائره الحقيقية لن يثني عزيمتنا وإرادتنا، فليدفن العدو قتلاه سراً وليعدّ مزيداً من الأكفان والأكياس السوداء».
وجددت التأكيد أن هذا غيض من فيض مما أعدته الكتائب للاحتلال ولن تكون هذه الجولة الأخيرة، وسيشاهد الاحتلال الكثير الكثير بإذن الله إذا فكر في انتهاك حرمة أرضنا وشعبنا.
وقال أبو عبيدة --:" سنبقى شوكة مسمومة في حلق دولة الاحتلال نلاحق جنودهم وآلياتهم وننصب لهم كمائن الموت ونعد لهم كل جديد حتى ننتزع حقوقنا من بين أنياب الغاصبين، وهذا الزمن بيننا وبين المحتلين والمعركة سجال، وسيشهد التاريخ أن دماء الشهداء التي سالت على هذه الأرض ستكون لعنة تطارد دولة (إسرائيل) إلى الأبد ومن عمليات كتائب القسام عمليه ديمونا الاستشهاديه وعملية شارع مكسيكو الاستشهادية وعملية حتف المغفلين.

## نتائج
وأعلنت «كتائب القسام» لاحقاً عن استشهاد أحد مجاهديها في العملية التي أسمتها «صيد الأفاعي»، والشهيد هو يوسف ولايدة (21 عاماً)، من مسجد الخلفاء الراشدين في مخيم جباليا، وقالت أنه «أحد فرسان الوحدة الخاصة لكتائب الشهيد عز الدين القسام». حيث استُشهد فجر الجمعة (26/10)، أثناء الاشتباك العنيف مع القوات الخاصة الصهيونية، حيث كان أحد منفذي الكمين المحكم.
واعترفت قوات الاحتلال الصهيوني بالعملية، وأكدت عبر وسائل الإعلام العبرية أنّ قواتها اشتبكت مع مقاتلين فلسطينيين فجر الجمعة، مضيفة أنّ العملية أسفرت عن إصابة جنديين صهيونيين. وأضافت قوات الاحتلال أنّ مقاتلي كتائب القسام قاتلوا بشراسة وأنّ هذه المرة هي الثانية على التوالي في وقت قصير التي أظهر فيها مجاهدو «القسام» كفاءة في قتال الجنود، بحسب تصريحات العدو.

### ردود فعل
وفور سماع خبر العملية واستشهاد ولايدة؛ شرعت المساجد ومكبرات الصوت في شمالي قطاع غزة بنعي الشهيد، وقراءة بيان عملية «كتائب القسام».